# التلميذ المتخلف في ثانوية السحر
التلميذ المتخلف في ثانوية السحر (باليابانية: 魔法科高校の劣生، بالروماجي: Mahōka Kōkō no Rettōsei) (بالإنجليزية: The Irregular at Magic High School) هي سلسلة رواية ويب يابانية من تأليف تسوتومو ساتو، نشرت من قبل شوسيتسوكا ني نارو، نشرت في 12 أكتوبر عام 2008 حتى 21 مارس عام 2011، وتكونت 6 مجلدات. نشرت على شكل رواية خفيفة من قبل أسكي ميديا وركز، منذ 10 يوليو عام 2011. اقتبست إلى أنمي تلفزيوني من قبل استوديو مادهاوس، عرض الأنمي في 6 أبريل عام 2014 واستمر عرضه حتى 27 سبتمبر عام 2014، وتكون 26 حلقة.

## القصة
تدور أحداث القصة عن تاتسويا شيبا، وهو حارس شخصي لأخته ميوكي شيبا، وهو أيضًا مرشح لخلافة قيادة عشيرة يوتسوبا، وهي واحدة من العشائر التي تحكم السحرة في اليابان. يلتحق هو وأخته بالمدرسة الثانوية الأولى التي تفصل طلابها على أساس قدراتهم السحرية. تم تسجيل ميوكي كطالب في الدورة الأولى وينظر إليه كواحد من أفضل الطلاب، بينما تاسويا في الدورة الثانية ويعتبر غير كفء بسبب طبعة سحريه.

## الشخصيات

### الشخصيات الرئيسية
تاتسويا شيبا (باليابانية: 司波 達也، بالروماجي: Shiba Tatsuya)
مؤدي الصوت: يويتشي ناكامورا
ميوكي شيبا (باليابانية: 司波 深雪، بالروماجي: Shiba Miyuki)
مؤدية الصوت: ساوري هايامي

### شخصيات أخرى
إيريكا تشيبا (باليابانية: 千葉 エリカ، بالروماجي: Chiba Erika)
مؤدية الصوت: يومي أوتشياما
ليونهارت سايجو (باليابانية: 西城 レオンハルト، بالروماجي: Saijō Reonharuto)
مؤدي الصوت: تاكوما تيراشيما
'ميزوكي شيباتا (باليابانية: 柴田 美月، بالروماجي: Shibata Mizuki)
مؤدية الصوت: ساتومي ساتو
ميكيهيكو يوشيدا (باليابانية: 吉田 幹比古، بالروماجي: Yoshida Mikihiko)
مؤدي الصوت: أتسوشي تامارو
هونوكا ميتسوي (باليابانية: 光井 ほのか، بالروماجي: Mitsui Honoka)
مؤدية الصوت: سورا أماميا
شيزوكو كيتاياما (باليابانية: 北山 雫، بالروماجي: Kitayama Shizuku)
مؤدية الصوت: يويكو تاتسومي
مايومي سايغوسا (باليابانية: 七草 真由美، بالروماجي: Saegusa Mayumi)
مؤدية الصوت: كانا هانازاوا
ماري واتانابي (باليابانية: 渡辺 摩利، بالروماجي: Watanabe Mari)
مؤدية الصوت: مارينا إينوي
كاتسوتو جومونجي (باليابانية: 十文字 克人، بالروماجي: Jūmonji Katsuto)
مؤدي الصوت: جونيتشي سوابي
كانون تشيودا (باليابانية: 千代田 花音، بالروماجي: Chiyoda Kanon)
مؤدية الصوت: ساوري أونيشي
كي إيسوري (باليابانية: 五十里 啓، بالروماجي: Isori Kei)
مؤدي الصوت: سوما سايتو
ماساكي إيتشيجو (باليابانية: 一条 将輝، بالروماجي: Ichijō Masak)
مؤدي الصوت: يوشيتسوغو ماتسوؤكا
شينكورو كيتشيجوجي (باليابانية: 吉祥寺 真紅郎، بالروماجي: Kichijōji Shinkurō)
مؤدي الصوت: أيومو موراسي
هاروكا أونو (باليابانية: 小野 遥، بالروماجي: Ono Haruka)
مؤدية الصوت: ساكورا تانغي
ياكومو كوكونوي (باليابانية: 九重 八雲، بالروماجي: Kokonoe Yakumo)
مؤدي الصوت: ريوتارو أوكيايو
بكوشي (باليابانية: ピクシー، بالروماجي: Pikushī)
مؤدية الصوت: ناو توياما
زو كوكين (باليابانية: 周 公瑾، بالروماجي: Shū Kōkin)
مؤدي الصوت: كوجي يوسا
أنجلينا كودو شيلدز (باليابانية:  アンジェリーナ・クドウ・シールズ، بالروماجي: Anjerīna Kudou Shīruzu)
مؤدية الصوت: يوكو هيكاسا

## وصلات خارجية
- الموقع الرسمي (باليابانية)
- الموقع الرسمي (بالإنجليزية)
- التلميذ المتخلف في ثانوية السحر على موقع ANN manga (الإنجليزية)